# 도몬 진
도몬 진(일본어: 土門 仁, 1972년 6월 22일 ~ )은 일본의 남자 성우다. 야마가타현 출신. 릴 포타 소속.

### TV 애니메이션
1993년
- 키테레츠 대백과 (다수)
- GS 미카미 (마을)
- SLAM DUNK (남학생)

1995년
- 드래곤볼Z (청년)283화

1996년
- 게게게의 키타로 (제4작) (다수)
- 지옥 선생 못한 ~모든~ (야마다 에이지,다수)
- 미소녀 전사 세일러문 세일러 스타즈 (조감독)

1997년
- 큐티하니 F (팬더 부하,관리자,등)

1998년
- 수호 월천! (점원,드라이버,등)
- 유희왕 (남학생)
- 요시모토 무틱 아이 이야기 (다수)

1999년
- 도라에몽 (사무라이 개미A)
- ONE PIECE (럭키 루우,메리)

2000년
- 격동! 역사를 바꾸는 남자들...... (코스케,등)
- 사쿠라 대전 TV (다수)
- 닌타마 란타로 (다수)
- BRIGADOON 마린과 메이랑 (직원,대원)
- 마슈란보 (다수)

2001년
- ZOE Dolores, i (제3의양)
- 체포 하겠어 SECOND SEASON (직업자,감독,등)
- 테일즈 오브 이터니아... (마을사람,등)
- RUN = DIM (미야모토)

2002년
- 왕도둑 JING
- 건방진 천사 (다수)

2003년
- 그린 그린 (다수)

2004년
- 이와오.... (다수)

2005년
- 이다텐 쇼 (신)
- 트랜스포머 사이버트론 (음속 사령관 니트로)

2006년
- 모레의 방향 (요시..)
- 동화 총사 빨간 (박쥐 악몽 리안)
- 케로로 중사 (점주)
- 사랑의 천사 안젤리크..... (남자)
- BLOOD + (털실)

2007년
- 바람의 성흔 (불량)
- 케로로 중사 (녹조류 블루)
- Devil May Cry (레이서)
- 히토히라 (유이 사다하루)
- BLUE DROP ~ 천사들의 희곡 ~ (라디오)
- 로켓 걸 (무카이 히로유키)
- 로비와 케로비 (닥터 슈라)

2008년
- CLANNAD ~ AFTER STORY ~ (직원)
- 케로로 중사 (오타쿠,직원,등)
- 닌자의 왕 (늑대)
- 닌타마 란타로 (닌자,사무라이)
- 노라 미미 (다수)
- BLEACH (다수)
- 모노크롬 팩터 (암살자)

2009년
- 키티 갈랜드 (경비 대원A)
- 샹그릴라 (다수)
- 스즈미야 하루히의 우울(2009년판) (해설,드워프 남자)
- 슬레이어즈 - EVOLUTION - R (마을A)
- 닌타마 란타로 (닌자)
- Phantom... (호위)

2010년
- 케이온! (사회자)

2011년
- 케로로 중사 (감독)
- 일상 (다수)
- 닌타마 란타로 (다수)
- 미래 일기 (다수)
- 명탐정 코난 (카와구치 코이치로)